# Casa Romeu (Sabadell)
La Casa Romeu és una obra amb elements noucentistes i eclèctics de Sabadell (Vallès Occidental) inclosa a l'Inventari del Patrimoni Arquitectònic de Catalunya. Està situada a l'avinguda de l'Onze de Setembre, 130.

## Descripció
Torre habitatge, cantonera, formada per planta baixa, pis i golfa. La cantonada té una correcta resolució, servint de ròtula a les dues façanes. Aquestes presenten un acurat ús dels elements de gust noucentista. La coberta és de teules planes i ceràmica vidriada, té una cúpula a la cantonada amb ull de bou alineat amb les finestres de la golfa. La casa es troba envoltada per un ampli jardí que dona als dos carrers.

## Història
Al davant seu hi havia una torre idèntica, ara enderrocada, amb la qual formava una potent entrada del carrer de Vila Cinca.